# Længdeforkortelse
Længdeforkortelsen (også kaldet Lorentz-forkortelse) er et begreb i Einsteins specielle relativitetsteori. Teorien postulerer, at en iagttager der observerer en proces i et system, der bevæger sig, vil opleve at afstande er kortere end afstande i et system, der er i hvile i forhold til iagttageren.
Fænomenet betegnes også Lorentz-forkortelse efter den hollandske fysiker Hendrik Antoon Lorentz. Ifølge Lorentz forekommer længdeforkortelse, når man bevæger sig med en fart, som er tæt på lysets fart i vakum, |c|. Længdeforkortelse sker kun i den retning, som man bevæger sig. Længdeforkortelse forekommer især ved kollision mellem atomkerner.
Jo højere hastighed, rumskibet flyver med, jo mere skrumper Jorden (set fra rumskibet)  
{\displaystyle l^{\;\prime }=l\cdot {\sqrt {1-{v^{2} \over c^{2}}}}}

## Opståen
Længdeforkortelse blev oprindeligt formuleret i kvalitativ form af den irske fysiker George Francis FitzGerald (1889) og senere formuleret i kvantitativ form af Lorentz (1892).
Længdeforkortelse hænger nært sammen med begrebet Lorentz-transformation, idet Lorentz-transformationen kan forklare sammenhængen mellem længde i ro og længde i bevægelse.

## Eksempel
En betragter, som befinder sig i et rumskib, der flyver med meget høj fart mod Jorden, vil ikke se planeten som kugleformet; for det ser ud som om Jorden skrumper i den retning, som betragterens rumskib flyver.

## Længdeforkortelse behandlet i fiktion
Længdeforkortelse er nævnt i science-fiktion roman:
- Massimo Villata (2017): The Dark Arrow of Time. A Scientific Novel.